# 1177 en santé et médecine
| Années de la santé et de la médecine : 1174 - 1175 - 1176 - 1177 - 1178 - 1179 - 1180    |
| Décennies de la santé et de la médecine : 1140 - 1150 - 1160 - 1170 - 1180 - 1190 - 1200 |

Cet article présente les faits marquants de l'année 1177 en santé et médecine.

## Fondations
- Les chanoines de Laon font construire dans leur ville un hôpital destiné à recevoir les malades « gisants » et les pauvres « passants[1] ».
- Un hôpital, dit « de Montjoux » et dont la tradition attribue la fondation à Renaud III, comte palatin de Bourgogne, est attesté à Salins[2].
- Une aumônerie (« eleemosyna ») qui est à l'origine de l'hôpital du Saint-Esprit de Provins, en Champagne, est mentionnée pour la première fois dans une bulle du pape Alexandre III, comme maison hospitalière, appartenant à l'hospice de Montjoux et dépendant du comte Henri le Libéral[3].
- Fondation de la maison-Dieu de Lormes en Bourgogne, avec une maladrerie[4].
- Barisone II, juge de Torres, fonde une léproserie sur la route qui va de Pise à Porto Pisano en Toscane, établissement qu'il place sous la dépendance de l'hôpital San Leonardo (it) de Stagno[5].
- Entre 1150 et 1177 : fondation probable de la Maison-Dieu de Limoges sous l'évêque Gérard du Cher[6].

## Personnalités
- Fl. Godefroi, médecin de Chrétienne de Marck, comtesse de Guînes[7].
- Vers 1177 : fl. Géraud, médecin, donateur d'un champ à l'abbaye de Durbon, en Dauphiné[7].